# Opuntia tomentosa
Opuntia tomentosa ist eine Pflanzenart aus der Gattung der Opuntien (Opuntia) in der Familie der Kakteengewächse (Cactaceae). Das Artepitheton tomentosa bedeutet ‚filzig‘. Spanische Trivialnamen sind „Nopal de San Gabriel“ und „Nopal Chamacuerito“.

## Beschreibung
Die Pflanzen können eine Höhe von 5 Metern erreichen. Der Pflanzenkörper wächst mit ovalen, flachen Sprossgliedern und erlangt so eine verzweigte, baumartige Struktur. Diese Sprossteile werden oft „Blätter“ oder „Ohren“ genannt. Ältere Sprossglieder verkorken und geben so der Pflanze ihr baumartiges Aussehen. Auf den einzelnen Triebteilen sind die für Kakteen typischen, mit gelben Glochiden besetzten Areolen ausgebildet.
Die Blüten erscheinen endständig an den Sprossen und sind gelb, orange oder rot. Nach erfolgreicher Bestäubung werden eiförmige Früchte ausgebildet. Diese sind unbedornt und rot; sie können bis zu 5 cm lang und 4 cm im Durchmesser groß werden.

## Verbreitung, Systematik und Gefährdung
Opuntia tomentosa ist in Zentral- und Südmexiko sowie Guatemala weit verbreitet.
Die Erstbeschreibung durch Joseph zu Salm-Reifferscheidt-Dyck wurde 1822 veröffentlicht.
In der Roten Liste gefährdeter Arten der IUCN wird die Art als „Least Concern (LC)“, d. h. als nicht gefährdet geführt. Die Entwicklung der Populationen wird als stabil angesehen.

## Nachweise